# Spyker C12 Zagato
La Spyker C12 Zagato è un'auto vettura ad alte prestazioni realizzata dalla Spyker nel 2008.

## Sviluppo
La vettura è stata realizzata per volontà di Victor Muller, amministratore Delegato della Spyker Cars, e Andrea Zagato, dirigente dell'omonima carrozzeria italiana. Essi volevano trasferire le caratteristiche tecniche sviluppate sulla monoposto F8-VII su un mezzo della serie C12. È stata presentata presso il salone dell'automobile di Ginevra del 2008.

## Tecnica
La C12 era dotata di un propulsore Volkswagen W12 6.0 litri da 650 cv di potenza che le permettono di raggiungere la velocità massima di 310 km/h, con accelerazione da 0 a 100 km/h in 3,8 secondi. Il telaio era in alluminio, e dello stesso materiale era realizzata la carrozzeria. La potenza del motore era trasferita alle ruote da un cambio sequenziale a sei rapporti con comandi al volante (le classiche "levette" o "paddle"), mentre l'impianto frenante era costituito da quattro freni a disco ventilati.